# Yves Lécossois
Yves Lécossois est un dessinateur de bande dessinée français.

## Biographie
Après avoir suivi les cours de l'École d'arts appliqués à Reims, où il s'inscrit à un atelier de bandes dessinées, il ouvre sa propre agence de publicité à Annecy. La société ayant déposé le bilan, Lécossois s'installe à Lyon et s'établit comme indépendant, toujours dans la publicité. Lors d'un festival de bande dessinée à Villefranche, il rencontre l'éditeur de Bamboo. Sur les conseils de son ami Mohammed Aouamri (Mortepierre), Lécossois change d'activité professionnelle et devient auteur. 
À partir de 2004, sur un scénario de Philippe Chanoinat et Patrice Buendia, Yves Lécossois dessine Thomas Silane, polar fantastique (volumes 1 à 3).
Ses influences sont Hugo Pratt, Alberto Breccia, Milton Caniff... ainsi que  la littérature de science-fiction et policière.

## Œuvre

### Albums
- Destins, Glénat, collection Grafica

3. Le Piège africain, scénario de Pierre Christin et Frank Giroud, dessins d'Yves Lécossois et Luc Brahy, 2010  (ISBN 978-2-7234-6749-0)
- L'Incendie, scénario d'Alfred Gérard, SHS, 1981
- Thomas Silane, scénarios de Patrice Buendia et Philippe Chanoinat, Bamboo, collection Grand Angle

1. Flash mortel, 2004  (ISBN 2-912715-87-3)
2. Le Tueur de Noël, 2005  (ISBN 2-915309-58-2)
3. Tempêtes, 2006  (ISBN 2-915309-95-7)

## Récompenses
- Prix du meilleur dessin BDécines 2007[réf. souhaitée]